# Phanerotoma waitzbaueri
Phanerotoma waitzbaueri är en stekelart som beskrevs av Herbert Zettel 1987. Phanerotoma waitzbaueri ingår i släktet Phanerotoma och familjen bracksteklar. Inga underarter finns listade i Catalogue of Life.